# Mars (Schiff, 1937)
Die Mars war ein deutscher Frachtdampfer, der 1938 von der Kriegsmarine gekauft, zum Artillerieschulschiff umgerüstet und als solches bis 1944 benutzt wurde.

## Bau und Technische Daten
Das Schiff lief am 5. Juni 1937 unter dem Namen Altair bei den Nordseewerken Emden in Emden für die Argo Reederei Richard Adler & Co. aus Bremen vom Stapel. Das Schiff, das dritte dieses Namens der Argo Reederei, war 105,1 m lang und 14,2 m breit, hatte 5 m Tiefgang und war mit 2414 BRT registriert. Ein Dieselmotor mit 1500 PS Leistung verlieh dem Schiff eine Höchstgeschwindigkeit von 12 Knoten.

## Artillerieschulschiff
Das Schiff wurde schon 1938 an die Kriegsmarine verkauft, die es ursprünglich zu einem Schnellbootbegleitschiff umbauen und unter dem Namen Samoa in Dienst stellen wollte. Das Schiff wurde dann jedoch zu einem Artillerieschulschiff für Flakartilleristen umgerüstet und am 20. Januar 1941 unter dem Namen Mars in Dienst gestellt, mit 16 × 37-mm-Flak und 10 × 20-mm Flak. Das Schiff verdrängte nunmehr 5100 t und hatte eine Besatzung von 182 Mann. Die Mars war der Marine-Flugabwehrschule (ab September 1941 Marineflugabwehrschule I) in Swinemünde unterstellt, ab 1. Oktober 1943 dem Höherer Kommandeur der Marineflak- und Küstenartillerieschulen.

## Ende
Am 11. April 1944 wurde das Schiff, im Hafen von Stettin liegend, bei einem Angriff des Bomber Commands der Royal Air Force von einer Fliegerbombe getroffen und brannte aus. Das Wrack wurde später verschrottet.

## Kommandanten
- Kapitän zur See Siegfried Karstens: von Februar 1941 bis Juli 1941
- Fregattenkapitän/Kapitän zur See Wilhelm Herwegh: von Juli 1941 bis Mai 1943
- Korvettenkapitän/Fregattenkapitän Helmut von Oechelhaeuser: von Juni 1943 bis April 1944, zugleich Kommandeur des Schulverbands des Höheren Kommandeurs der Marineflak- und Küstenartillerieschulen